# Cesare Gravina

Cesare Gravina in einer Frauenrolle, um 1880

Cesare Gravina (* 23. Januar 1858 in Neapel, Italien; † 16. September 1954 in New York City, New York, USA) war ein italienisch-US-amerikanischer Theater- und Filmschauspieler. Zwischen 1912 und 1929 spielte er in mindestens 60 Filmen.

## Leben
Gravina begann als Theaterschauspieler in seiner Heimatstadt Neapel. In den 1890er Jahren trat er auch in Operetten und Komischen Opern auf. Seine Schauspieltätigkeit führte ihn auf Touren durch Europa, nach Süd- und Nordamerika. Mit eigener Truppe spielte er in New York und San Francisco.
Sein Filmdebüt hatte Gravina 1912 in Italien in einer Filmkomödie bei Film Ambrosio. Anschließend ging er in die USA und trat ab 1915 ausschließlich im US-amerikanischen Film auf. Er begann bei der Filmgesellschaft Famous Players in einem Film von Hugh Ford und Edwin S. Porter. 1915/16 spielte er in drei Mary-Pickford-Filmen. Ebenfalls 1915 arbeitete Gravina erstmals unter der Regie von Sidney Olcott, mit dem er bis 1925 mehrere Filme drehte. Gegen 1920 war Cesare Gravina als Nebendarsteller in Hollywood etabliert. In den 1920er Jahren war er bei den Filmgesellschaften Fox Film Corporation und Universal angestellt. Ab Foolish Wives (1922) gehörte Gravina zum Schauspieler-Pool um Erich von Stroheim und hatte Rollen als Schausteller in Merry-Go-Round (1923) und in The Wedding March (1928). In Greed (1924) fiel seine bedeutende Rolle allerdings vollständig den radikalen Kürzungen, die die Produzenten vorgenommen hatten, zum Opfer. 
1923 spielte er in zwei Jackie-Coogan-Filmen und 1924 in einer sechsteiligen Thriller-Reihe von Edward Laemmle nach einer Geschichte von Gerald Beaumont. Kleine Rollen hatte er in The Hunchback of Notre Dame (1923), The Phantom of the Opera (1925) und The Divine Woman (1928). In Die goldene Hölle spielte Gravina 1928 neben Dolores del Río die Rolle des Großvaters, der den strapazenreichen Zug durch den Schnee beim Klondike-Goldrausch nicht überlebt. Eine weitere wichtige Rolle hatte er im selben Jahr neben Mary Philbin und Conrad Veidt als Wanderschausteller in Paul Lenis The Man Who Laughs. Seinen letzten Auftritt hatte er in dem heute verlorenen Film Burning the Wind (1929) unter der Regie von Herbert Blaché, in dem er neben Boris Karloff spielte.

## Filmografie (Auswahl)
- 1913: Nauke und Kulicke auf Freierfüssen (Una scommessa di Butalin e di Robinet)
- 1915: The White Pearl
- 1915: Madame Butterfly
- 1919: Marriage for Convenience
- 1922: Törichte Frauen (Foolish Wives)
- 1923: Der kleine Bettelmusikant (Daddy)
- 1923: Rummelplatz des Lebens (Merry-Go-Round)
- 1923: Der Glöckner von Notre Dame (The Hunchback of Notre Dame)
- 1924: Gier (Greed)
- 1925: Das Phantom der Oper (The Phantom Of The Opera)
- 1926: Die Tänzerin des Zaren (The Midnight Sun)
- 1926: Der Hochzeitsmarsch (The Wedding March)
- 1928: Das göttliche Weib (The Divine Woman)
- 1928: Die goldene Hölle (The Trail of ’98)
- 1928: The Man Who Laughs